# Khôi Nguyên
Nguyễn Khôi Nguyên (1943 – 2020) là nam diễn viên cải lương Việt Nam nhưng được biết đến qua các bộ phim truyền hình trong thập niên 2000 như: Bác Cả người sung sướng, Chạy án, Bí thư Tỉnh ủy.
Nguyễn Khôi Nguyên sinh ngày 30 tháng 10 năm 1943, quê quán tại Hải Bắc, Hải Hậu, Nam Định.

## Sự nghiệp
Ông bắt đầu học cải lương từ năm 16 tuổi khi đậu vào Nhà hát cải lương Trung ương, tham gai nhiều vở diễn Khi thành phố lên đèn, Đôi dòng sữa mẹ, Sứ giả của tình yêu… Trong đó vở Sứ giả tình yêu, ông đóng cùng Thanh Thanh Hiền, giúp tạo tên tuổi của ông trong lĩnh vực cải lương miền Bắc.
Ông có thời gian 4 năm đi giảng dạy tại khoa Kịch hát Dân tộc, trường Đại học Sân khấu – Điện ảnh Hà Nội.
Năm 1992, ông được phong tặng danh hiệu Nghệ sĩ Ưu tú. Trước khi về hưu, Khôi Nguyên từng giữ một vai trò quan lý tại Nhà hát Cải lương Trung ương.
Bắt đầu đóng phim từ năm 1997, nhưng phải đến năm 2002 ông mới có một vai diễn chính trong bộ phim điện ảnh truyền hình Bác Cả người sung sướng do Trần Lực đạo diễn. Bộ phim cũng giành được giải khuyến khích tại Giải Cánh diều 2002. Cũng trong năm này ông tham gia bộ phim điện ảnh Thiếu phụ chưa chồng cũng với một vai chính.
Tháng 4 năm 2020, ông được bác sĩ chuẩn đoán mắc ung thư tụy giai đoạn cuối, nhưng các con không cho vợ chồng ông biết. Ông qua đời ngày 20 tháng 6 năm 2020, sau khoảng một tháng phát hiện mắc bệnh ung thư tủy.

## Gia đình
Năm 1971, Khôi Nguyên rời quân ngũ và kết hôn với Nguyễn Thị Ảnh một năm sau đó, họ có 2 con gái và một con trai.

## Tác phẩm

### Cải lương
| Vở diễn               | Vai diễn (chính) | Chú thích |
| --------------------- | ---------------- | --------- |
| Sứ giả tình yêu       | Nguyễn Công Trứ  | [ 1 ]     |
| Đôi dòng sữa mẹ       | Đức              | [ 1 ]     |
| Khi thành phố lên đèn | Phi Hùng         | [ 1 ]     |
| Khúc hát tình đời     | Tuấn Sinh        | [ 1 ]     |

### Phim điện ảnh
- 2002 - Thiếu phụ chưa chồng ...vai Bố Mi
- 2003 - Trò đùa của Thiên Lôi ...vai Bác sĩ trưởng khoa

### Phim truyền hình
| Năm  | Tựa đề                                  | Vai diễn              | Định dạng            |
| ---- | --------------------------------------- | --------------------- | -------------------- |
|      | Giành giật                              | Ông Khoa              | Điện ảnh truyền hình |
| 1997 | Giọt nước mắt giữa hai thế kỷ           | Ông Ngọ               | Ngắn tập             |
| 1998 | Trái tim phiêu bạt                      | Bác sĩ trưởng khoa    | Điện ảnh truyền hình |
| 1999 | Dòng sông Lô vẫn trôi                   | Ông Long              | Điện ảnh truyền hình |
| 2000 | Hoàng hôn xanh                          |                       | Điện ảnh truyền hình |
| 2000 | CSHS: Hãy về với em                     | Trưởng công an phường | Dài tập              |
| 2001 | Lời thề Hippocrat                       | Bác sĩ Thắng          | Ngắn tập             |
| 2001 | Thời gian còn lại                       | Giám đốc              | Điện ảnh truyền hình |
| 2001 | Mùa lá rụng                             | Ông Cải               | Ngắn tập             |
| 2001 | Một người chiếu bóng                    | Ông Hiếu              | Ngắn tập             |
| 2001 | Sóng ngầm                               | Ông Phương            | Ngắn tập             |
| 2001 | Phía trước là bầu trời                  | Hàng xóm              | Ngắn tập             |
| 2002 | Câu chuyện quanh trái bóng              | Tổng biên tập         | Điện ảnh truyền hình |
| 2002 | Chớm nắng                               | Ông Lương             | Điện ảnh truyền hình |
| 2002 | Bác Cả người sung sướng                 | bác Cả                | Ngắn tập             |
| 2002 | Cựu chiến binh                          | Ông Công              | Ngắn tập             |
| 2003 | Dòng lũ cuốn                            |                       | Điện ảnh truyền hình |
| 2003 | May ơi là may                           | Bố Khuê               | Điện ảnh truyền hình |
| 2003 | Dưới tán lá rợp                         | Ông Tấn               | Điện ảnh truyền hình |
| 2003 | Gió ngược chiều                         | Ông Mạnh              | Ngắn tập             |
| 2004 | CSHS: Thế giới không đàn bà             | Bác sĩ pháp y         | Ngắn tập             |
| 2004 | Người mất ngủ                           | ông Huấn              | Ngắn tập             |
| 2004 | Trận cầu đinh                           | Ông Bách              | Ngắn tập             |
| 2004 | Tuổi thơ trở lại                        | Ông Nhân              | Điện ảnh truyền hình |
| 2004 | Tháng Chạp... chỉ có một ngày           |                       | Điện ảnh truyền hình |
| 2005 | Nắng trong mắt bão                      | Trưởng phòng          | Ngắn tâp             |
| 2005 | Con đường gian khổ                      | Hoàng Tiến            | Ngắn tâp             |
| 2005 | Chuyện tình vùng quê                    | Bố Ký                 | Ngắn tâp             |
| 2005 | Bản lĩnh người đẹp                      |                       | Ngắn tâp             |
| 2005 | Tia nắng mong manh                      | Chủ tịch phường       | Ngắn tâp             |
| 2005 | Bố ơi...                                | Giám đốc bệnh viện    | Điện ảnh truyền hình |
| 2005 | Con đường khát                          |                       | Điện ảnh truyền hình |
| 2005 | Chuyện đã qua                           |                       | Điện ảnh truyền hình |
| 2006 | Chuyện ở tỉnh lẻ                        | Thiêm                 | Dài tập              |
| 2006 | Miền quê thức tỉnh                      |                       | Dài tập              |
| 2006 | Chạy án                                 | Trác                  | Dài tập              |
| 2006 | Gió đại ngàn                            | Ông Cẩm               | Dài tập              |
| 2006 | Cổ tích của ngày mưa                    | Ông Sự                | Điện ảnh truyền hình |
| 2007 | Hắn là tôi                              | Ông Đạt               | Ngắn tập             |
| 2007 | Luật đời                                | Ông An                | Ngắn tập             |
| 2007 | Làng ven đô                             | Thứ                   | Ngắn tập             |
| 2008 | Gió từ phố Hiến                         | Ông Du                | Ngắn tập             |
| 2009 | Đi qua bóng tối                         | Ông Thiện             | Dài tập              |
| 2009 | Tin vào điểu không thể                  | Bố Tường Vi           | Dài tập              |
| 2009 | Người đàn bà thứ hai                    | Hiệu trưởng           | Dài tập              |
| 2010 | Bí thư tỉnh ủy                          | Côn                   | Dài tập              |
| 2010 | Lều chõng                               | Thầy đồ Vân Trình     | Dài tập              |
| 2011 | Lý Công Uẩn: Đường tới thành Thăng Long | Lý Khánh Văn          | Dài tập              |
| 2011 | Cầu vồng tình yêu                       | Giáo sư Chương        | Dài tập              |
| 2013 | CSHS: Bản di chúc bí ẩn                 |                       | Dài tập              |
| 2013 | Tình yêu không hẹn trước                | Ông Châu              | Dài tập              |
| 2014 | Trái tim có nắng                        |                       | Dài tập              |
| 2019 | Người giữ lửa                           |                       | Dài tập              |